# Lotte Verlackt
Lotte Verlackt (30 januari 1976) is een Belgische actrice en presentatrice. Ze presenteert programma's op zowel de Belgische als Nederlandse televisie.

## Levensloop
Na haar jeugd in België verhuisde ze naar Amsterdam om daar psychologie en communicatiewetenschap aan de UvA te studeren. Daarna studeerde ze aan de toneelschool, ook te Amsterdam. Na tien jaar keerde ze terug naar België, waar ze nu in Antwerpen woont.

## Programma's
Lotte Verlackt presenteert of presenteerde de volgende programma's:
- Vlaanderen Vakantieland
- Het Klokhuis
- Expeditie Robinson
- Yorin Travel
- Spoorloos
- Life!TV Lifestyle

Als actrice is ze te zien in Windkracht 10, de serie Costa en de serie Aspe.